# Brushton (New York)
Brushton est un village situé dans le comté de Franklin, dans l'État de New York, aux États-Unis,. En 2010, il comptait une population de 474 habitants, estimée au 1er juillet 2016 à 432 habitants.

## Démographie
Lors du recensement de 2010, le village comptait une population de 474 habitants. Elle est estimée, en 2016, à 432 habitants.